# Carlos Washburn
Carlos Alberto Washburn Salas (Trujillo, 21 de junio de 1854 - Lima, 1925) fue un abogado, magistrado, catedrático universitario y político peruano. Fue Ministro de Justicia, Culto e Instrucción (1906-1908) y Presidente del Consejo de Ministros (1907-1908), durante el primer gobierno de José Pardo. También fue rector de la Universidad Nacional de Trujillo, Vocal supremo y Presidente de la Corte Suprema (1924-1925).

## Biografía
Fue hijo del ingeniero estadounidense Luis Washburn y de Carmen Salas-Fuenzalida  y De la Torre Urraca. Se trasladó a Arequipa, donde estudió en la Universidad Nacional de San Agustín. Se graduó de doctor en Letras en 1874 y de bachiller en Jurisprudencia en 1875. Retornó luego a su ciudad natal, donde se recibió como abogado ante la Corte Superior de Justicia (1876).
Viajó a Europa, como agregado a la legación acreditada en Francia y luego como canciller del consulado general en Bruselas (1881). De vuelta en el Perú, fue nombrado sucesivamente secretario del Concejo Provincial de Trujillo (1883), juez de primera instancia (1886), vocal interino (1890), vocal titular (1898) y presidente de la Corte Superior (1901).
En el campo de la docencia fue profesor de Historia Universal en el Colegio Nacional de San Juan (1885-1906), así como rector de la reinstalada Universidad Nacional de La Libertad de Trujillo (1894), donde fue también catedrático de Historia de la Civilización, Derecho Civil, Derecho de Minería y Agricultura y Derecho Internacional Público. En este mismo centro de estudios fue director de Conferencias de Práctica Forense.
Fue director de la Sociedad de Beneficencia Pública de Trujillo (1904-1905), donde implantó reformas en los servicios de hospitales, reconstruyó el cementerio y edificó el colegio para niñas Modesto Blanco.
En 1906 pasó a ser vocal de la Corte Superior de Lima. Gobernaba entonces el presidente José Pardo y Barreda, quien lo convocó para formar parte de su gabinete ministerial como Ministro de Justicia, Culto e Instrucción, cargo que asumió el 20 de noviembre de 1906.
Continuó las radicales reformas educativas implementadas por su antecesor, Jorge Polar. El 9 de octubre de 1907 asumió la Presidencia del Consejo de Ministros, conservando el portafolio de Justicia, ya en el tramo final del gobierno de Pardo, el mismo que culminó el  24 de septiembre de 1908.
En 1912 pasó a ser vocal de la Corte Suprema de Justicia del Perú, de la que fue Presidente de 1924 a 1925. En su calidad de Vocal supremo presidió la comisión encargada de la reforma del Código de Minería.